# 16号加利福尼亚州州道
16号加利福尼亚州州道（California State Route 16）是两段加利福尼亚州州级公路的合称，西段起自林士接20号加利福尼亚州州道（CA 20）东至伍德兰接5号州际公路（I-5），东段西起沙加緬度，接50号美国国道（US 50），东至德賴敦接49号加利福尼亚州州道（CA 49）。